# 维尔纳·利奇卡
维尔纳·利奇卡（捷克語：Verner Lička，1954年9月15日—），捷克男子足球运动员，场上位置是前锋。他曾代表捷克斯洛伐克国奥队参加1980年夏季奥林匹克运动会足球比赛，获得一枚金牌。